# Adrian Gouffier de Boissy
Adrian Gouffier de Boissy (Florença, 1479 - Issoudun, 24 de julho de 1523) foi um cardeal do século XVI.

## Biografia
Nasceu em Florença em Ca. 1479 (nenhum lugar encontrado). Dos signatários de Bonnivet. Terceiro filho de Guillaume, signeur de Boissy, e de sua segunda esposa, Philippe, filha de Jean II de Montmorency. Um de seus irmãos era o almirante Guillaume Gouffier, signeur de Bonnivet. Ele foi chamado de Cardeal de Boissy ou Boisi. A primeira esposa de seu pai foi Louise d'Amboise, irmã do cardeal Georges I d'Amboise (1498).
Ele foi destinado à igreja desde muito jovem. Protonotário apostólico aos 14 anos. Decano de Thouars, 1503. Obteve em comenda , com dispensa, as abadias de Bourg-Dieu, Bourgueil, Saint-Florent de Saumur, Saint-Nicolas d'Anger, Cormery, Fécamp e Bec. Teve uma filha natural, Marguerite, que foi legitimada por cartas em fevereiro de 1543.
Eleito bispo de Coutances em 15 de abril de 1510; ocupou a sé até 6 de junho de 1519. Consagrado em 2 de junho de 1510, segundo domingo depois de Pentecostes, por Raoul de Faou, bispo de Evreux. O rei Francisco I da França pediu pessoalmente ao Papa Leão X a sua promoção ao cardinalato durante a conferência de Bolonha, em 10 de dezembro de 1515.
Criado cardeal sacerdote no consistório de 14 de dezembro de 1515; recebeu o chapéu vermelho e o título de Marcellino e Pietro, em 14 de dezembro de 1515. Grande esmoler da França, em novembro de 1516. Optou pelo título de S. Balbina após 8 de novembro de 1517; manteve seu primeiro título de comenda até 9 de novembro de 1520. Legado na França, 23 de março de 1519 até 1520. Administrador da Sé de Albi, 6 de junho de 1519; postulado pelo capítulo da catedral; tomou posse da sé em 16 de novembro de 1522. Não participou do conclave de 1521-1522, que elegeu o Papa Adriano VI.
Morreu em Issoudun em 24 de julho de 1523, castelo de Villendren-sur-Indre, perto de Issoudun, diocese de Tours. Sepultado, segundo seu testamento, que preparou em 22 de julho de 1523, na igreja da abadia de Bourgdeuil. A notícia de sua morte não foi recebida em Roma até 1526.